# David Wemyss (4e comte de Wemyss)
Pour l’article homonyme, voir David Wemyss (2e comte de Wemyss).
David Wemyss, 4e comte de Wemyss (29 avril 1678 - 15 mars 1720) est un pair écossais et député qui est Lord High Admiral of Scotland de 1706 à 1714.

## Jeunesse
David Wemyss est né le 29 avril 1678, fils de James Wemyss, Lord Burntisland (vers 1657–1682) et de Margaret Wemyss (3e comtesse de Wemyss) (1659–1705). Sa sœur aînée, Anne Wemyss (décédée en 1702), épouse David Leslie (3e comte de Leven), et sa sœur cadette Margaret Wemyss, épouse David Carnegie (4e comte de Northesk).

## Carrière
Il accède au titre de comte de Wemyss à la mort de sa mère en mars 1705. Lord Wemyss entre au Parlement en tant que pair le 28 juin 1705 et est admis la même année comme membre du conseil privé. Il est l'un des commissaires du traité d'Union avec l'Angleterre. En 1706, il est nommé haut-amiral d'Écosse, et cette fonction ayant été abolie à l'Union, il est alors créé vice-amiral d'Écosse.
Le comte de Wemyss est l'un des quatre non-médecins qui reçoivent une bourse honorifique au cours des 25 premières années d'existence du Royal College of Physician.

## Vie privée
Il se marie trois fois. Le 13 août 1697, à Anne Douglas (décédée le 23 février 1700), fille unique de William Douglas (1er duc de Queensberry). Ensemble, ils ont deux fils :
- David Wemyss, Lord Elcho (mort en 1715)
- James Wemyss (1699-1756), qui devient le 5e comte de Wemyss, et épouse Janet Charteris, héritière du colonel François Charteris

Il se remarie le 5 janvier 1709, à St Martin-in-the-Fields, Londres, avec Mary Robinson (décédée en 1711/12), fille de John Robinson.
En juillet 1716, il se remarie à Elizabeth St. Clair (d. 1721), la fille de Henry, Lord Sinclair. Ensemble, ils ont deux filles :
- Elisabeth Wemyss, qui épouse William Sutherland (17e comte de Sutherland) (1708-1750)
- Margaret Wemyss, qui épouse James Stuart (8e comte de Moray) (1708-1767)

Le comte de Wemyss meurt le 15 mars 1720.